# Список крупнейших вулканических извержений

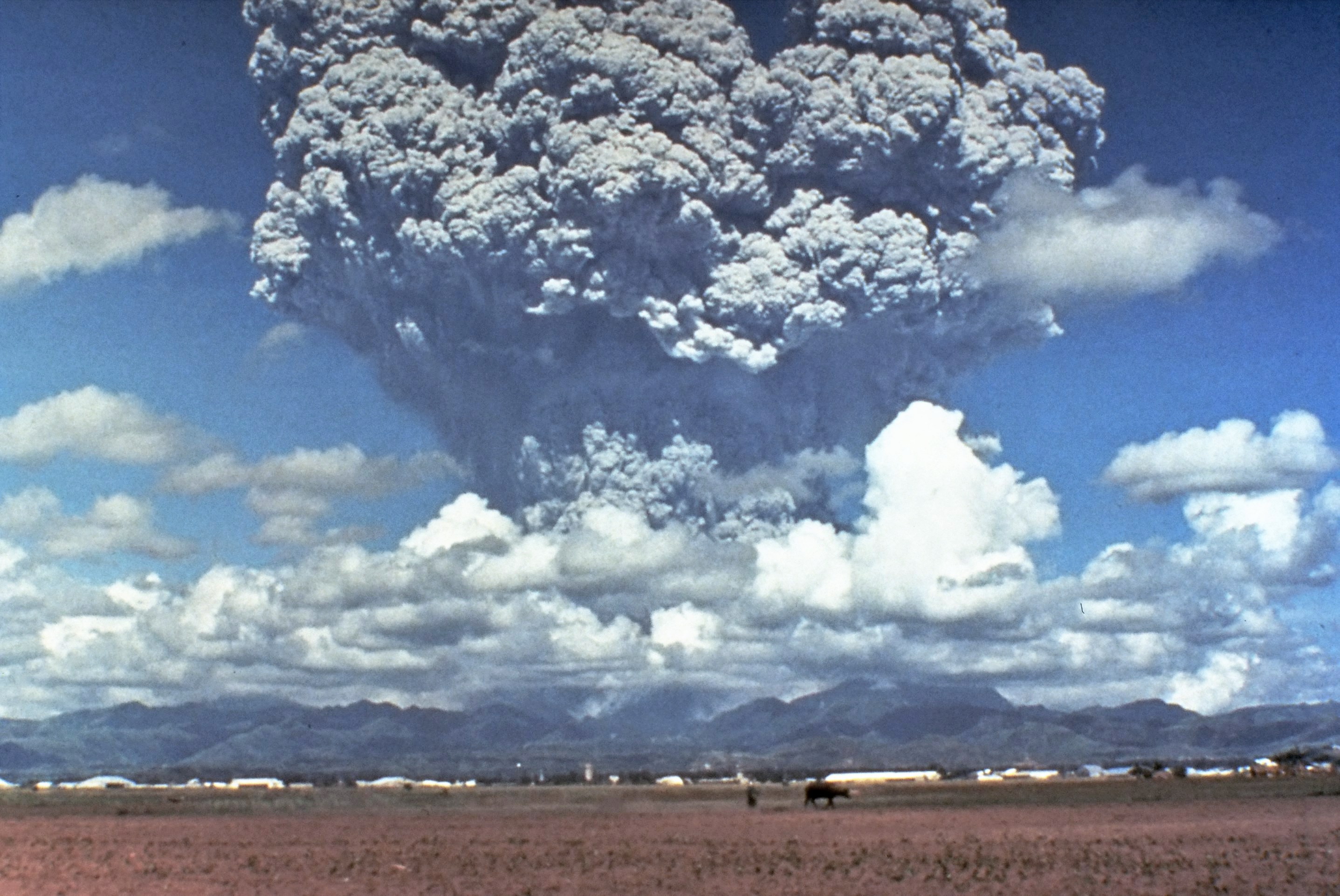
Извержение вулкана Пинатубо в 1991 году является крупнейшим в мире с 1912 года, но даже оно незначительно по сравнению с извержениями в этом списке.

Извержение вулкана — процесс выброса вулканом на земную поверхность раскалённых обломков (вулканические бомбы и лапилли), пепла, излияние лавы. В то время как бо́льшая часть вулканических извержений представляет опасность только для окружающих вулкан районов, крупнейшие извержения на Земле приводили к серьёзным региональным и даже глобальным последствиям, влияя на климат и способствуя массовым вымираниям. В целом вулканические извержения можно разделить на взрывные извержения, для которых характерен внезапный выброс породы и пепла, и лавовые извержения, выброс рыхлых пирокластических продуктов при которых практически отсутствует. Ниже приводятся отдельные списки для каждого типа извержений и список крупнейших излияний траппов.
Все извержения, перечисленные ниже, произвели не менее 1000 км³ лавы и тефры, для взрывных извержений это соответствует 8 баллам по шкале вулканических извержений. Это примерно в тысячу раз больше, чем извержение вулкана Сент-Хеленс в 1980 году, которое выбросило около 1 км³ материала, и по крайней мере в шесть раз больше, чем извержение вулкана Тамбора в 1815 году, которое произвело 150—180 км³ вулканической породы и стало крупнейшим извержением за всю историю наблюдений.
Возможно, за всю историю Земли произошло ещё много таких огромных извержений, помимо представленных в списках ниже. Однако эрозия и тектоника плит взяли своё, и многие извержения прошлого не оставили достаточного количества свидетельств, по которым геологи смогли бы определить их размер. Даже для представленных в списках извержений оценка объёма выброшенного материала приблизительна.

Сравнение четырёх крупных (силой 7 и 8 баллов по шкале VEI) извержений древности (слева) с сильными извержениями XIX и XX веков

## Взрывные извержения
Взрывное извержение начинается из-за постепенного повышения давления магмы в магматической камере под вулканом, которое в конце концов приводит к её катастрофическому высвобождению. Разрушительная мощь взрывного извержения обычно очень велика, поэтому большинство известных исторических извержений принадлежат именно этому типу. Активная фаза извержения взрывного типа может состоять из одного извержения или последовательности из нескольких, длительность взрывного извержения не превышает нескольких месяцев. Взрывные извержения обычно выбрасывают вязкую магму с высоким содержанием летучих веществ, таких как водяной пар и углекислый газ. Пирокластический материал откладывается в виде вулканического туфа. Взрывные извержения, сопоставимые по силе с извержением вулкана Тоба 74 000 лет назад, происходят примерно раз в 50 000—100 000 лет
| Извержение                                           | Время извержения, млн лет назад | Расположение                                            | Объём изверженного материала, тыс. км³ | Примечания | Ист.                |
| ---------------------------------------------------- | ------------------------------- | ------------------------------------------------------- | -------------------------------------- | --- | ------------------- |
| Гуарапуава—Тамарана—Сарусас                          | 132                             | Трапповая провинция Парана-Этендека                     | 8,6                                    | Возможно, извержение не одного вулкана, а вулканической цепи. | [ 6 ]               |
| Санта-Мария—Фриа                                     | 132                             | Трапповая провинция Парана-Этендека                     | 7,8                                    | Возможно, извержение не одного вулкана, а вулканической цепи. | [ 6 ]               |
| Гуарапуава—Вентура                                   | 132                             | Трапповая провинция Парана-Этендека                     | 7,6                                    | Возможно, извержение не одного вулкана, а вулканической цепи. | [ 6 ]               |
| Игнимбритовые отложения Сэм и туфовые отложения Грин | 29,5                            | Йемен                                                   | 6,8                                    | | [ 9 ]               |
| Магматический комплекс Мессум                        | 132                             | Трапповая провинция Парана-Этендека, Бразилия и Намибия | 6,34                                   | | [ 10 ]              |
| Туф Ва-Ва-Спрингс                                    | 30,06                           | Индийский пик — Комплекс Кальдер Кальенте               | 5,5—5,9                                | Самое крупное извержение Индийского Пика – Комплекса Кальдер Кальенте, сохранившееся как туф Ва-Ва-Спрингс; включает в себя пирокластические потоки толщиной более 4,000 метров (13,000 футов).                                      | [ 11 ] [ 12 ]       |
| Кашиас-ду-Сул—Гроотберг                              | 132                             | Трапповая провинция Парана-Этендека                     | 5,65                                   | | [ 6 ]               |
| Кальдера Ла-Гарита — туфовый каньон Фиш              | 27,8                            | Вулканическое поле Сан-Хуан, Колорадо                   | 5                                      | Туфовый каньон Фиш является, скорее всего, крупнейшим отложением туфа на Земле. Каньон также является частью вулканического поля Сан-Хуан, сформировавшегося 35—26 млн лет назад и состоящего по крайней мере из 20 крупных кальдер. | [ 13 ]              |
| Жакуи                                                | 132                             | Трапповая провинция Парана-Этендека                     | 4,35                                   | | [ 6 ]               |
| Ориньюс                                              | 132                             | Трапповая провинция Парана-Этендека                     | 3,9                                    | | [ 6 ]               |
| Игнимбритовые отложения Джебель                      | 29,6                            | Йемен                                                   | 3,8                                    | | [ 9 ]               |
| Туфовые отложения Виндовс Бьютт                      | 31,4                            | Уильям Ридж, центральная Невада                         | 3,5                                    | Часть Средне-третичной игнимбритовой вспышки. | [ 14 ] [ 15 ]       |
| Анита-Гарибалди—Бикон                                | 132                             | Трапповая провинция Парана-Этендека                     | 3,45                                   | | [ 6 ]               |
| Туфовые отложения Спрингс                            | 29,5                            | Восточная Невада/Западная Юта                           | 3,2                                    | Общий объём туфовых отложений составляет 10 тыс. км³. | [ 16 ] [ 17 ]       |
| Игнимбритовые отложения Оксайа                       | 19                              | Чили                                                    | 3                                      | Возможно, эти игнимбритовые отложения образованы несколькими извержениями. | [ 18 ]              |
| Туфовые отложения Лунд                               | 29                              | Большой Бассейн, США                                    | 3                                      | По своему составу подобны туфовому каньону Фиш. | [ 19 ]              |
| Озеро Тоба—Молодой туф Тоба                          | 0,073                           | Зондская дуга, Индонезия                                | 2,8                                    | Крупнейшее известное извержение четвертичного периода, могло привести к глобальным климатическим изменениям и появлению эффекта бутылочного горлышка.                                                                                | [ 21 ]              |
| Кальдера Пакана—игнимбритовые отложения Атана        | 4                               | Чили                                                    | 2,8                                    | | [ 22 ]              |
| Ифтар Аль-Калб                                       | 29,5                            | Северная Африка—Ближний Восток                          | 2,7                                    | | [ 6 ]               |
| Йеллоустонская кальдера—туф Хаклберри-Ридж           | 2,059                           | Йеллоустонская горячая точка                            | 2,45                                   | Крупнейшее извержение Йеллоустонской горячей точки (кальдера Айленд-Парк). | [ 23 ]              |
| Факамару                                             | 0,254                           | Вулканическая зона Таупо, Новая Зеландия                | 2                                      | Крупнейшее извержение в Южном полушарии в позднем четвертичном периоде. | [ 24 ]              |
| Палмас—Верелдсенд                                    | 29,5                            | Трапповая провинция Парана-Этендека                     | 1,9                                    | | [ 6 ]               |
| Килгор туф                                           | 4,3                             | Айдахо, США                                             | 1,8                                    | Последнее извержение вулканического поля Хайсе. | [ 25 ]              |
| Игнимбритовые отложения Сана                         | 29,5                            | Северная Африка—Ближний Восток                          | 1,6                                    | | [ 6 ]               |
| Извержения Миллбриг—Бентониты                        | 454                             | Англия                                                  | 1,509                                  | Одно из древнейших известных извержений. | [ 8 ] [ 26 ] [ 27 ] |
| Блэктейл туф                                         | 6,5                             | Блэктейл, Айдахо                                        | 1,5                                    | Первое из нескольких извержений вулканического поля Хайсе. | [ 25 ]              |
| Извержение кальдеры Эмори                            | 33                              | Юго-запад Нью-Мексико                                   | 1,31                                   | | [ 7 ]               |
| Тимбер Маунтин туф                                   | 11,6                            | Юго-запад Невады                                        | 1,2                                    | | [ 28 ]              |
| Пэйнтбраш туф                                        | 12,8                            | Юго-запад Невады                                        | 1,2                                    | | [ 28 ]              |
| Карпентер Ридж туф                                   | 28                              | Вулканическое поле Сан-Хуан, Колорадо                   | 1,2                                    | Туфовые отложения Карпентер Ридж являются частью вулканического поля Сан-Хуан, сформировавшегося 35—26 млн лет назад и состоящего по крайней мере из 20 крупных кальдер.                                                             | [ 29 ]              |
| Апач Спрингс туф                                     | 28,5                            | Юго-запад Нью-Мексико                                   | 1,2                                    | Часть туфа относится к отложениям каньона Бладгуд. | [ 30 ]              |
| Таупо—извержение Оруануи                             | 0,027                           | Вулканическая зона Таупо, Новая Зеландия                | 1,17                                   | Последнее мегаизвержение. | [ 31 ]              |
| Игнимбритовые отложения Уалильяс                     | 15                              | Боливия                                                 | 1,1                                    | | [ 32 ]              |
| Туфовые отложение каньона Бладгуд                    | 28,5                            | Юг Нью-Мексико                                          | 1,05                                   | Часть туфа относится к отложениям Апач Спрингс. | [ 30 ]              |
| Йеллоустонская кальдера—туф Лава-Крик                | 0,639                           | Йеллоустонская горячая точка                            | 1                                      | Последнее крупное извержение в районе Йеллоустонского национального парка. | [ 33 ]              |
| Серро-Галан                                          | 2,2                             | Провинция Катамарка, Аргентина                          | 1                                      | Эллиптическая кальдера шириной примерно 35 км. | [ 34 ]              |
| Пэйнтбраш туф (часть каньона Тива)                   | 12,7                            | Юго-запад Невады                                        | 1                                      | Связано с другим извержением в этой области, которое произошло приблизительно 12,8 млн лет назад. | [ 28 ]              |
| Сапинеро Меса туф                                    | 28                              | Вулканическое поле Сан-Хуан                             | 1                                      | Туфовые отложения являются частью вулканического поля Сан-Хуан, сформировавшегося 35—26 млн лет назад и состоящего по крайней мере из 20 крупных кальдер.                                                                            | [ 29 ]              |
| Диллон & Сапинеро Меса туф                           | 28,1                            | Вулканическое поле Сан-Хуан                             | 1                                      | Туфовые отложения являются частью вулканического поля Сан-Хуан, сформировавшегося 35—26 млн лет назад и состоящего по крайней мере из 20 крупных кальдер.                                                                            | [ 29 ]              |
| Чикито Пик туф                                       | 28,2                            | Вулканическое поле Сан-Хуан                             | 1                                      | Является частью вулканического поля Сан-Хуан, сформировавшегося 35—26 млн лет назад и состоящего по крайней мере из 20 крупных кальдер.                                                                                              | [ 29 ]              |
| Гора Принстон—Уолл Маунтин туф                       | 35,3                            | Колорадо                                                | 1                                      | Извержение поспособствовало сохранению ископаемых в районе современного национального монумента Флориссант-Фоссил-Бедс до наших дней.                                                                                                | [ 35 ]              |

## Лавовые извержения

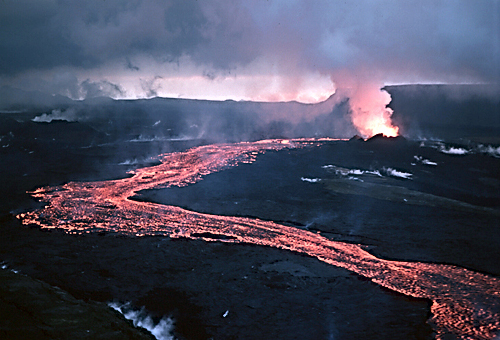
Лавовое извержение исландского вулкана Крапла.

Лавовые, или эффузивные извержения представляют собой относительно устойчивое, без больших взрывов, излияние лавы. Они могут продолжаться в течение многих лет или даже десятилетий, производя уничтожение обширных территорий лавовыми потоками. Например, вулкан Килауэа на Гавайях, продолжающий извергаться с 1983 года по настоящее время, выбросил за эти годы 2,7 км³ лавы, которая покрыла территорию площадью более 100 км². Крупнейшим лавовым извержением за историческое время стало извержение исландского вулкана Лаки в 1783—1784 годах, которое произвело около 15 км³ лавы и убило пятую часть населения Исландии. Последующие глобальные изменения климата послужили причиной гибели ещё миллионов человек по всему миру.
| Извержение                      | Время извержения, млн лет назад | Расположение                          | Объём изверженного материала (тыс. км³) | Примечания                                                    | Ист.   |
| ------------------------------- | ------------------------------- | ------------------------------------- | --------------------------------------- | ------------------------------------------------------------- | ------ |
| Траппы Махабалешвар-Раджамандри | 64,8                            | Деканские траппы, Индия               | 9,3                                     |                                                               | [ 6 ]  |
| Лавовое излияние Вапшилла Ридж  | 15,5                            | Базальтовая группа реки Колумбия, США | 5—10                                    | Является одним из 8-10 излияний с общим объёмом ~ 50 тыс. км³ | [ 39 ] |
| Каньон Маккой                   | 15,6                            | Базальтовая группа реки Колумбия, США | 4,3                                     |                                                               | [ 39 ] |
| Умтанум                         | 15,6                            | Базальтовая группа реки Колумбия, США | 2,75                                    | Два излияния с общим объёмом 5,5 тыс. км³                     | [ 6 ]  |
| Излияние Сэнд Холлоу            | 15,3                            | Базальтовая группа реки Колумбия, США | 2,66                                    |                                                               | [ 6 ]  |
| Излияние Прюитт Дро             | 16,5                            | Базальтовая группа реки Колумбия, США | 2,35                                    |                                                               | [ 39 ] |
| Излияние Мьюзейм                | 15,6                            | Базальтовая группа реки Колумбия, США | 2,35                                    |                                                               | [ 39 ] |
| Дацитовые отложения Мунари      | 1591                            | Горы Голер, Австралия                 | 2,05                                    | Одно из древнейших вулканических извержений в мире.           | [ 6 ]  |
| Излияние Розалия                | 14,5                            | Базальтовая группа реки Колумбия, США | 1,9                                     |                                                               | [ 6 ]  |
| Излияние Джозеф Крик            | 16,5                            | Базальтовая группа реки Колумбия, США | 1,85                                    |                                                               | [ 39 ] |
| Базальты Гинкго                 | 15,3                            | Базальтовая группа реки Колумбия, США | 1,6                                     |                                                               | [ 6 ]  |
| Излияние Калифорния Крик        | 15,6                            | Базальтовая группа реки Колумбия, США | 1,5                                     |                                                               | [ 39 ] |
| Излияние Стембер Крик           | 15,6                            | Базальтовая группа реки Колумбия, США | 1,2                                     |                                                               | [ 39 ] |

## Крупнейшие магматические провинции

Сибирская трапповая провинция

Периоды активного вулканизма в так называемых магматических, или трапповых, провинциях приводили к появлению огромных океанических и базальтовых плато в прошлом. Эти активные периоды, также называемые излияниями траппов, включали в себя сотни крупных извержений, которые производили в общей сложности миллионы кубических километров лавы. В истории человечества излияния траппов не происходили, последние события такого рода имели место более 10 миллионов лет назад. В геологической истории излияния траппов зачастую связаны с распадом суперконтинента Пангея, и тогда они, возможно, способствовали возникновению ряда массовых вымираний. Установить точный размер трапповых излияний не представляется возможным, так как большинство крупных магматических провинций либо плохо сохранилось, либо не достаточно изучено. Многие из перечисленных выше извержений связаны с двумя крупными магматическими провинциями: траппами бассейна Парана-Этендека и базальтами реки Колумбия. Излияния траппов в районе реки Колумбия являются самыми последними известными событиями такого рода, а также одними из самых маленьких. Ниже приведен список известных крупных трапповых излияний.
| Магматическая провинция                          | Время извержения, млн лет назад | Расположение                                                        | Объём изверженного материала, млн км³ | Примечания | Ист.                 |
| ------------------------------------------------ | ------------------------------- | ------------------------------------------------------------------- | ------------------------------------- | --- | -------------------- |
| Подводное плато Онтонг-Ява                       | 121                             | Юго-запад Тихого океана                                             | 59-77                                 | Крупнейшее магматическое формирование на Земле, разделенное на три удаленных друг от друга океанических плато. Четвёртая часть формирования, вероятно, слилась с Южной Америкой. Возможно, связано с Луисвиллской горячей точкой. | [ 41 ] [ 42 ] [ 43 ] |
| Кергеленское плато                               | 112                             | Юг Индийского океана, Кергелен                                      | 17                                    | Связано с Кергеленской горячей точкой. Формирование включает в себя Южную и Центральную части Кергеленского плато, образовавшиеся 125—90 млн лет назад.                                                                           | [ 44 ] [ 45 ]        |
| Северо-Атлантическая магматическая провинция     | 55,5                            | Север Атлантического океана                                         | 6,6                                   | Связано с Исландской горячей точкой. | [ 8 ] [ 46 ]         |
| Средне-третичная игнимбритовая вспышка           | 32,5                            | Юго-запад США: большей частью в Колорадо, Неваде, Юте и Нью-Мексико | 5,5                                   | Главным образом взрывные извержения, произошедшие 40—25 млн лет назад. Включает в себя множество вулканических центров, в том числе вулканическое поле Сан-Хуан.                                                                  | [ 47 ]               |
| Карибская магматическая провинция                | 88                              | Карибско-Колумбийское океаническое плато                            | 4                                     | Связано с Галапагосской горячей точкой. | [ 48 ]               |
| Сибирские траппы                                 | 249,4                           | Сибирь, Россия                                                      | 1-4                                   | Как полагают, могло вызвать пермско-триасовое массовое вымирание, ставшее крупнейшей катастрофой биосферы в истории Земли. | [ 49 ]               |
| Кару-Феррар                                      | 183                             | В основном Южная Африка и Антарктида                                | 2,5                                   | Произошло после распада Гондваны. | [ 50 ]               |
| Трапповая провинция Парана-Этендека              | 133                             | Бразилия/Ангола и Намибия                                           | 2,3                                   | Связана с Тристанской горячей точкой. | [ 51 ] [ 52 ]        |
| Центрально-Атлантическая магматическая провинция | 200                             | Лавразия                                                            | 2                                     | Произошло после распада Пангеи. | [ 53 ]               |
| Деканские траппы                                 | 65,5                            | Плоскогорье Декан, Индия                                            | 1,5                                   | Возможно, связано с мел-палеогеновым массовым вымиранием. | [ 54 ] [ 55 ]        |
| Эмейшанские траппы                               | 256,5                           | Юго-запад Китая                                                     | 1                                     | Вместе с сибирскими траппами, возможно, поспособствовали возникновению пермско-триасового массового вымирания. | [ 56 ]               |
| Группа реки Коппермайн                           | 1267                            | Канадский щит                                                       | 0,65                                  | Состоит из более чем 150 отдельных магматических потоков. | [ 57 ]               |
| Афро-Аравийский вулканизм                        | 28,5                            | Эфиопия/Йемен/Афар                                                  | 0,35                                  | Связано с туфами взрывного типа. | [ 58 ] [ 59 ]        |
| Базальтовая группа реки Колумбия                 | 16                              | Северо-запад США                                                    | 0,18                                  | Последнее крупное проявление траппового магматизма на Земле. | [ 60 ]               |

## Комментарии
1. ↑  Многие извержения названы в честь отложений вулканического туфа или игнимбрита, либо по названию местности, в которой расположены эти отложения.
2. ↑  В этом столбце указан общий объём всего извергнутого вулканического материала, вне зависимости от его плотности и состава. Если доступные источники сообщают объём только твёрдой выброшенной породы, то число в столбце будет выделено жирным шрифтом.
3. 1 2  Здесь указан объём всего слоя отложений.
4. ↑  В действительности формирование включает в себя несколько центров траппового магматизма.